# Melvyn Douglas
Melvyn Douglas (właśc. Melvyn Edouard Hesselberg; ur. 5 kwietnia 1901 w Macon, zm. 4 sierpnia 1981 w Nowym Jorku) − amerykański aktor filmowy, teatralny i telewizyjny. Dwukrotny laureat Oscara za role drugoplanowe filmach Hud, syn farmera (1963) i Wystarczy być (1979). Zdobył też Tony Award za główną rolę w sztuce Gore’a Vidala Ten najlepszy (1960) na Broadwayu oraz Emmy za rolę Petera Schermanna w jednym z odcinków serii CBS Playhouse – „Nie wchodź łagodnie do tej dobrej nocy” (1967).

## Wybrana filmografia
- 1932: Jaką mnie pragniesz jako hrabia Bruno Varelli
- 1932: Stary mroczny dom jako Roger Penderel
- 1936: Tylko raz kochała jako John Randolph z Roanoke
- 1937: Eskapada jako Anthony „Tony” Halton
- 1937: Bohaterowie morza jako Frank Burton Cheyne
- 1941: Dwulicowa kobieta jako Larry Blake
- 1948: Marzenia o domu – wymarzone domy jako Bill Cole
- 1949: Wielki grzesznik jako Armand de Glasse
- 1951: Zapomniana przeszłość jako Paul Beaurevel
- 1963: Hud, syn farmera jako Homer Bannon
- 1972: Kandydat jako John J. McKay
- 1976: Lokator jako pan Zy
- 1976: To jest rozrywka! II (film dokumentalny) jako Leon
- 1979: Wystarczy być jako Benjamin Rand
- 1980: Zemsta po latach jako Senator Joe Carmichael

## Nagrody
- Nagroda Akademii Filmowej
  - 1964: Hud, syn farmera (Najlepszy Aktor Drugoplanowy)
  - 1980: Wystarczy być (Najlepszy Aktor Drugoplanowy)
- Złoty Glob 1980: Wystarczy być (Najlepszy Aktor Drugoplanowy)